# Discografia de Luísa Sonza
A discografia de Luísa Sonza, uma cantora e compositora brasileira consiste em 3 álbuns de estúdio, 3 compilações, 2 extended plays (EPs), 52 singles (incluindo 6 como artista convidada) e 7 singles promocionais.
Sonza Iniciou sua carreira em 2005, ao integrar como vocalista da banda de eventos Sol Maior. Em 2014, ganhou de presente de seu tio um celular, que usava para gravar vídeos cantando versões cover de canções de diversos artistas em voz e violão e publicava em sua conta no Instagram. Logo depois, decidiu criar um canal no YouTube, ao descobrir por algumas amigas o sucesso dos covers de outros cantores anônimos na plataforma, somado ao fato de seus seguidores pedirem vídeos maiores. Seu repertório era formado por sucessos do momento, bem como letras autorais que serviam como "músicas-resposta" a tais sucessos, e canções gospel. Seu trabalho na plataforma a fez ganhar reconhecimento na internet, passando a ser chamada pelo público como a "Rainha dos Covers".
Em 2017, Sonza assinou um contrato de gravação com a gravadora Universal Music Brasil e lançou sua primeira canção autoral, intitulada "Good Vibes". Em julho, ela lançou seu segundo single, intitulado "Olhos Castanhos". As faixas foram incluídas em seu primeiro EP auto-intitulado, lançado em outubro de 2017, que ainda gerou o single "Rebolar", e também incluiu "Não Preciso de Você Pra Nada", com participação de Luan Santana. Em julho de 2018, Sonza lançou o single "Devagarinho", que se tornou sua primeira entrada no top 50 do Spotify Brasil. Em outubro daquele ano, ela foi convidada pelo autor Aguinaldo Silva para gravar a canção "Nunca Foi Sorte", escrita por ele para a trilha sonora da novela das nove O Sétimo Guardião, da TV Globo. No mês seguinte, ela lançou o single "Boa Menina".
Em junho de 2019, Sonza lançou seu álbum de estreia, Pandora, que foi lançado em conjunto com o single "Garupa", com Pabllo Vittar. O álbum foi precedido pelo lançamento do primeiro single "Pior Que Possa Imaginar" em março. A faixa alcançou a 83.ª posição nas rádios do Brasil, e se tornou sua primeira entrada na parada Top 100 Brasil da Crowley Broadcast Analysis. Do álbum foram posteriormente lançados os singles "Fazendo Assim", com Gaab, "Bomba Relógio", com Vitão, e "Não Vou Mais Parar". Ainda naquele ano, Sonza colaborou nos singles "Cavalgada" com Heavy Baile, "Combatchy" com Anitta, Lexa e Rebecca, "The Weekend" com PrettyMuch, e "Tudo de Bom" com PK.
Em março de 2020, Sonza lançou o single "Braba", que se tornou sua primeira canção solo a alcançar o topo do Spotify Brasil. Dois meses depois, ela colaborou com o cantor Dilsinho na canção "Não Vai Embora". Três meses depois, Sonza colaborou com Vitão no single "Flores". Em julho, a artista lançou a faixa "Toma" com o cantor MC Zaac. Entre outubro e dezembro de 2020, ela ainda colaborou nos singles "Quebrar Seu Coração" com Lexa, "Século 21" com Léo Santana, "Friend de Semana" com Danna Paola e Aitana, "Câncer" com Xamã, e "Quarto Andar" com As Baías. Ainda em dezembro, Sonza lançou o single "Modo Turbo", com Pabllo Vittar e Anitta, servindo como o primeiro single de seu segundo álbum de estúdio Doce 22. Em fevereiro de 2021, ela lançou a canção "Cansar Você" com Thiaguinho, e também colaborou nos singles "Ain't Worried" com Bruno Martini e Diarra Sylla, "Cry About It Later" com Katy Perry e Bruno Martini, "Tentação" com Carol Biazin, e "Atenção" com Pedro Sampaio. Sonza lançou seu segundo álbum de estúdio, Doce 22, em 18 de julho. As faixas "VIP", em colaboração com o rapper estadunidense 6lack, e "Melhor Sozinha" foram lançadas como singles no mesmo dia do lançamento do álbum. Mais três singles, "Fugitivos", com Jão, "Anaconda", com Mariah Angeliq, e "Café da Manhã", com Ludmilla, que não estavam disponíveis à época do lançamento do álbum, foram posteriormente liberados. Ainda, a faixa "Penhasco", apesar de não ter sido oficialmente lançada como single, tornou-se uma das mais bem sucedidas do disco.
No início de 2022, Sonza colaborou no remix da canção "Sentadona" com Davi Kneip, MC Frog e DJ Gabriel do Borel. Em junho, fez parte do projeto "Lud Session" de Ludmilla e do single "Hotel Caro" de Baco Exu do Blues. Após ser revelado que Sonza não renovaria seu contrato com a Universal Music, ela firmou um contrato de gravação com a Sony Music Brasil. Seu primeiro lançamento com a gravadora foi o single "Cachorrinhas", lançado em julho. Em agosto, ela colaborou com Luan Santana na canção "Coração Cigano". Em setembro, ela fez parte da 13.ª edição do projeto "Poesia Acústica". Sonza encerrou o ano de 2022 ao lançar "Mama.cita (Hasta la Vista)", uma colaboração com Xamã.
No início de 2023, Sonza colaborou nas canções "Deixa Eu Viver" com Mari Fernandez, "Posição de Ataque" com Papatinho e DJ Gabriel do Furduncinho, e "Saudade" com Ferrugem. Seu terceiro álbum de estúdio, Escândalo Íntimo, foi lançado em agosto de 2023. Após seu lançamento, o disco foi um sucesso em termos comerciais, acumulando mais de 15 milhões de reproduções no dia de seu lançamento no Spotify Brasil, tornando-se a maior estreia de um álbum por um artista brasileiro na plataforma. O trabalho gerou os singles "Campo de Morango", "Principalmente Me Sinto Arrasada" e "Penhasco2" com Demi Lovato. 12 faixas do álbum debutaram na Billboard Brasil Hot 100.

## Álbuns

### Álbuns de estúdio
| Título                                                                           | Detalhes                                                                                             | Melhores posições nas paradas | Certificações   |
| Título                                                                           | Detalhes                                                                                             | IRL                           | Certificações   |
| -------------------------------------------------------------------------------- | --- | ----------------------------- | --------------- |
| Pandora                                                                          | - Lançamento: 14 de junho de 2019 - Gravadora: Universal - Formatos: CD, download digital, streaming | —                             | - PMB: Platina  |
| Doce 22                                                                          | - Lançamento: 18 de julho de 2021 - Gravadora: Universal - Formatos: Download digital, streaming     | —                             | - PMB: Diamante |
| Escândalo Íntimo                                                                 | - Lançamento: 29 de agosto de 2023 - Gravadora: Sony - Formatos: LP, download digital, streaming     | 78                            |                 |
| "—" denota gravações que não entraram nas paradas ou não foram lançadas no país. | |                               |                 |

### Compilações
| Título                                       | Detalhes                                                                                         |
| -------------------------------------------- | ------------------------------------------------------------------------------------------------ |
| Luísa Sonza: Melhores do Meu 2020            | - Lançamento: 21 de dezembro de 2020 - Gravadora: Universal - Formatos: Streaming                |
| Só as Brabas                                 | - Lançamento: 10 de março de 2021 - Gravadora: Universal - Formatos: Download digital, streaming |
| Luísa Sonza - As Mais Ouvidas de 2022 a 2024 | - Lançamento: 29 de janeiro de 2025 - Gravadora: Sony - Formatos: Download digital, streaming    |

## Extended plays(EPs)
| Título                        | Detalhes                                                                                          |
| ----------------------------- | ------------------------------------------------------------------------------------------------- |
| Luísa Sonza                   | - Lançamento: 6 de outubro de 2017 - Gravadora: Universal - Formatos: Download digital, streaming |
| YouTube Music Night (Ao Vivo) | - Lançamento: 17 de março de 2020 - Gravadora: Universal - Formatos: Streaming                    |

## Singles

### Como artista principal

#### Década de 2010
| Ano                                                                            | Canção                                         | Melhores posições nas paradas | Melhores posições nas paradas | Melhores posições nas paradas | Certificações                        | Álbum                         |
| Ano                                                                            | Canção                                         | BRA Airplay                   | BRA Pop Airplay               | POR                           | Certificações                        | Álbum                         |
| ------------------------------------------------------------------------------ | ---------------------------------------------- | ----------------------------- | ----------------------------- | ----------------------------- | ------------------------------------ | ----------------------------- |
| 2017                                                                           | "Good Vibes"                                   | —                             | —                             | —                             |                                      | Luísa Sonza                   |
| 2017                                                                           | "Olhos Castanhos"                              | —                             | —                             | —                             | - PMB: Platina                       | Luísa Sonza                   |
| 2018                                                                           | "Rebolar"                                      | —                             | —                             | —                             |                                      | Luísa Sonza                   |
| 2018                                                                           | "Devagarinho"                                  | —                             | —                             | —                             | - AFP: Ouro                          | Não adicionado à nenhum álbum |
| 2018                                                                           | "Nunca Foi Sorte"                              | —                             | —                             | —                             |                                      | O Sétimo Guardião: Vol. 2     |
| 2018                                                                           | "Boa Menina"                                   | —                             | —                             | —                             | - PMB: Diamante                      | Não adicionado à nenhum álbum |
| 2019                                                                           | "Pior Que Possa Imaginar"                      | 83                            | 9                             | —                             | - PMB: 2× Platina                    | Pandora                       |
| 2019                                                                           | "Garupa" (com Pabllo Vittar)                   | —                             | —                             | —                             | - PMB: Diamante                      | Pandora                       |
| 2019                                                                           | "Fazendo Assim" (com Gaab)                     | —                             | —                             | —                             | - PMB: Platina                       | Pandora                       |
| 2019                                                                           | "Bomba Relógio" (com Vitão)                    | 84                            | 6                             | —                             | - PMB: 3× Platina                    | Pandora                       |
| 2019                                                                           | "Cavalgada" (com Heavy Baile)                  | —                             | —                             | —                             |                                      | Não adicionado à nenhum álbum |
| 2019                                                                           | "Combatchy" (com Anitta e Lexa, part. Rebecca) | —                             | —                             | 25                            | - PMB: 2× Diamante - AFP: 2× Platina | Não adicionado à nenhum álbum |
| 2019                                                                           | "Não Vou Mais Parar"                           | —                             | —                             | —                             |                                      | Pandora                       |
| 2019                                                                           | "Tudo de Bom" (com PK)                         | 61                            | —                             | —                             |                                      | Não adicionado à nenhum álbum |
| "—" denota canções que não entraram nas paradas ou não foram lançadas no país. |                                                |                               |                               |                               |                                      |                               |

#### Década de 2020
| Ano | Canção                                                                 | Melhores posições nas paradas | Melhores posições nas paradas | Melhores posições nas paradas | Melhores posições nas paradas | Melhores posições nas paradas | Melhores posições nas paradas | Certificações                     | Álbum                                |
| Ano | Canção                                                                 | BRA Airplay                   | BRA Stream                    | BRA Pop Airplay               | GLO                           | POR                           | MEX                           | Certificações                     | Álbum                                |
| --- | ---------------------------------------------------------------------- | ----------------------------- | ----------------------------- | ----------------------------- | ----------------------------- | ----------------------------- | ----------------------------- | --------------------------------- | ------------------------------------ |
| 2020 | "Braba"                                                                | —                             | *                             | 5                             | —                             | 63                            | —                             | - PMB: 2× Diamante - AFP: Platina | Não adicionado à nenhum álbum        |
| 2020 | "Não Vai Embora" (com Dilsinho)                                        | 83                            | *                             | —                             | —                             | —                             | —                             |                                   | Não adicionado à nenhum álbum        |
| 2020 | "Flores" (com Vitão)                                                   | —                             | *                             | —                             | —                             | 18                            | —                             | - PMB: 2× Diamante - AFP: Platina | Não adicionado à nenhum álbum        |
| 2020 | "Toma" (com Zaac)                                                      | —                             | *                             | —                             | —                             | 175                           | —                             | - PMB: Diamante                   | Não adicionado à nenhum álbum        |
| 2020 | "Século 21" (com Leo Santana)                                          | —                             | *                             | —                             | —                             | —                             | —                             | - PMB: 3× Platina                 | Paredão do Gigante                   |
| 2020 | "Quebrar Seu Coração" (com Lexa)                                       | —                             | *                             | —                             | —                             | —                             | —                             |                                   | Lexa                                 |
| 2020 | "Friend de Semana" (com Danna Paola e Aitana)                          | —                             | *                             | —                             | —                             | —                             | 10                            |                                   | K.O.                                 |
| 2020 | "Câncer" (com Xamã, part. Gustah)                                      | —                             | *                             | —                             | —                             | —                             | —                             |                                   | Zodíaco                              |
| 2020 | "Modo Turbo" (com Pabllo Vittar, part. Anitta)                         | —                             | *                             | —                             | 126                           | 7                             | —                             | - PMB: 3× Diamante - AFP: Platina | Doce 22                              |
| 2021 | "Quarto Andar" (com As Baías)                                          | —                             | *                             | —                             | —                             | —                             | —                             |                                   | Drama Latino                         |
| 2021 | "Cansar Você" (com Thiaguinho)                                         | 17                            | *                             | 1                             | —                             | —                             | —                             | - PMB: Platina                    | Não adicionado à nenhum álbum        |
| 2021 | "Ain't Worried" (com Bruno Martini e Diarra Sylla)                     | —                             | *                             | —                             | —                             | —                             | —                             |                                   | Original                             |
| 2021 | "Tentação" (com Carol Biazin)                                          | —                             | *                             | —                             | —                             | —                             | —                             |                                   | Beijo de Judas                       |
| 2021 | "Atenção" (com Pedro Sampaio)                                          | —                             | *                             | —                             | —                             | 40                            | —                             | - AFP: Platina                    | Chama Meu Nome                       |
| 2021 | "VIP *-*" (com 6lack)                                                  | —                             | *                             | —                             | —                             | 115                           | —                             | - PMB: 2× Platina                 | Doce 22                              |
| 2021 | "Melhor Sozinha :-)-:" (solo ou com Marília Mendonça)                  | —                             | *                             | —                             | —                             | 187                           | —                             | - PMB: 3× Platina                 | Doce 22                              |
| 2021 | "Fugitivos :)" (com Jão)                                               | —                             | *                             | —                             | —                             | —                             | —                             |                                   | Doce 22                              |
| 2021 | "Anaconda *o* ~~~" (com Mariah Angeliq)                                | —                             | *                             | —                             | —                             | 79                            | —                             | - PMB: Ouro                       | Doce 22                              |
| 2022 | "Café da Manhã ;P" (com Ludmilla)                                      | —                             | 14                            | —                             | —                             | 37                            | —                             |                                   | Doce 22                              |
| 2022 | "Sentadona (Remix) s2" (com Davi Kneip, MC Frog e DJ Gabriel do Borel) | —                             | —                             | —                             | —                             | —                             | —                             | - PMB: 2× Diamante                | Não adicionado à nenhum álbum        |
| 2022 | "Hotel Caro" (com Baco Exu do Blues)                                   | —                             | 10                            | —                             | —                             | 103                           | —                             |                                   | Não adicionado à nenhum álbum        |
| 2022 | "Cachorrinhas"                                                         | —                             | 2                             | —                             | 141                           | 10                            | —                             | - AFP: Ouro                       | Não adicionado à nenhum álbum        |
| 2022 | "Coração Cigano" (com Luan Santana)                                    | 2                             | 4                             | —                             | —                             | 12                            | —                             | - AFP: Platina                    | Luan City (Ao Vivo)                  |
| 2022 | "Mama.cita (Hasta la Vista)" (com Xamã ou remix com Karol Conká)       | —                             | 14                            | —                             | —                             | 35                            | —                             | - AFP: Ouro                       | Não adicionado à nenhum álbum        |
| 2023 | "Deixa Eu Viver" (com Mari Fernandez)                                  | 76                            | —                             | —                             | —                             | —                             | —                             |                                   | Mari Fernandez Ao Vivo em São Paulo  |
| 2023 | "Posição de Ataque" (com Papatinho e DJ Gabriel do Furduncinho)        | —                             | —                             | —                             | —                             | —                             | —                             |                                   | Baile do Papato                      |
| 2023 | "Saudade" (com Ferrugem)                                               | —                             | —                             | —                             | —                             | —                             | —                             |                                   | Interessante                         |
| 2023 | "Campo de Morango"                                                     | —                             | 14                            | —                             | —                             | 41                            | —                             |                                   | Escândalo Íntimo                     |
| 2023 | "Principalmente Me Sinto Arrasada"                                     | —                             | 26                            | —                             | —                             | 58                            | —                             |                                   | Escândalo Íntimo                     |
| 2023 | "Penhasco2" (com Demi Lovato)                                          | —                             | 4                             | —                             | —                             | 11                            | —                             |                                   | Escândalo Íntimo                     |
| 2023 | "Sou Musa do Verão" (com Marshmello)                                   | —                             | 9                             | —                             | —                             | 62                            | —                             | - PMB: Diamante                   | Sugar Papi                           |
| 2023 | "La Muerte" (com Tokischa)                                             | —                             | —                             | —                             | —                             | —                             | —                             |                                   | Escândalo Íntimo                     |
| 2024 | "Não Sirvo" (com Matheus & Kauan)                                      | —                             | 76                            | —                             | —                             | —                             | —                             |                                   | Praiou (Ao Vivo / Vol. 1)            |
| 2024 | "Recadin no Espelho" (com MC Kevin o Chris)                            | —                             | 26                            | —                             | —                             | 43                            | —                             |                                   | Não adicionado à nenhum álbum        |
| 2024 | "Chico" (versão em inglês)                                             | —                             | —                             | —                             | —                             | —                             | —                             |                                   | Escândalo Íntimo (Deluxe)            |
| 2024 | "Memórias" (com Grupo Menos é Mais)                                    | —                             | —                             | —                             | —                             | —                             | —                             |                                   | Virado no Pagode (Ao Vivo)           |
| 2024 | "Bêbada Favorita" (com Maiara & Maraisa)                               | —                             | —                             | —                             | —                             | —                             | —                             |                                   | Escândalo Íntimo                     |
| 2024 | "Sagrado Profano" (com KayBlack)                                       | —                             | 4                             | —                             | —                             | 1                             | —                             |                                   | Escândalo Íntimo                     |
| 2024 | "O Amor Tem Dessas (E é Melhor Assim)"                                 | —                             | —                             | —                             | —                             | —                             | —                             |                                   | Escândalo Íntimo                     |
| 2024 | "You Don't Know Me" (com Caetano Veloso)                               | —                             | —                             | —                             | —                             | —                             | —                             |                                   | Escândalo Íntimo                     |
| 2024 | "Como uma Onda" (Atemporal Remix) (com Lulu Santos)                    | —                             | —                             | —                             | —                             | —                             | —                             |                                   | Atemporal                            |
| 2024 | "Fama" (com Pedro Sampaio)                                             | —                             | —                             | —                             | —                             | —                             | —                             |                                   | Astro                                |
| 2024 | "Cheia de Manias" (com Mart'nália)                                     | —                             | —                             | —                             | —                             | —                             | —                             |                                   | Pagode da Mart'nália                 |
| 2024 | "Nobre Vagabundo" (com Daniela Mercury)                                | —                             | —                             | —                             | —                             | —                             | —                             |                                   | 40 Anos de Axé (Ao Vivo na Apoteose) |
| 2025 | "Itamambuca" (com Paulo Londra)                                        | —                             | —                             | —                             | —                             | —                             | —                             |                                   | Não adicionado à nenhum álbum        |
| 2025 | "Motinha 2.0 (Mete Marcha)" (com Dennis ou remix com Emilia)           | —                             | —                             | —                             | —                             | —                             | —                             |                                   | Não adicionado à nenhum álbum        |
| 2025 | "Bunda" (com Emilia)                                                   | —                             | —                             | —                             | —                             | —                             | —                             |                                   | Perfectas                            |
| 2025 | "Bate" (com Dennis e Kenia Os)                                         | —                             | —                             | —                             | —                             | —                             | —                             |                                   | Não adicionado à nenhum álbum        |
| 2025 | "MiuMiu" (com Sofía Reyes e RaiNao)                                    | —                             | —                             | —                             | —                             | —                             | —                             |                                   | IDGAF Era                            |
| 2025 | "Não Me Provoca" (com Nilo)                                            | —                             | —                             | —                             | —                             | —                             | —                             |                                   | Não adicionado à nenhum álbum        |
| 2025 | "Bate Volta" (com DJ Topo e MC Kevin o Chris)                          | —                             | —                             | —                             | —                             | —                             | —                             |                                   | Não adicionado à nenhum álbum        |
| "—" denota canções que não entraram nas paradas ou não foram lançadas no país. "*" denota a parada não existia naquela época. |                                                                        |                               |                               |                               |                               |                               |                               |                                   |                                      |

### Como artista convidada
| Ano  | Canção                                                    | Álbum                                                  |
| ---- | --------------------------------------------------------- | ------------------------------------------------------ |
| 2018 | "Perigo" (Rick & Nogueira part. Luísa Sonza)              | Não adicionado à nenhum álbum                          |
| 2019 | "The Weekend" (PrettyMuch part. Luísa Sonza)              | INTL:EP                                                |
| 2020 | "Joga pra Mim" (Rennan da Penha e 3030 part. Luísa Sonza) | Segue o Baile (Ao Vivo)                                |
| 2024 | "Majestade o Sabiá" (Roberta Miranda part. Luísa Sonza)   | Infinito (Ao Vivo)                                     |
| 2024 | "Nada Sei (Apneia)" (Paula Toller part. Luísa Sonza)      | Paula Toller - Ao Vivo - Amorosa (40 Anos de Carreira) |
| 2024 | "Esse Tal de Roque Enrow" (Rita Lee part. Luísa Sonza)    | Não adicionado à nenhum álbum                          |

### Singlespromocionais
| Ano | Canção | Melhores posições nas paradas | Melhores posições nas paradas | Melhores posições nas paradas | Melhores posições nas paradas | Melhores posições nas paradas | Certificações   | Álbum                         |
| Ano | Canção | BRA Airplay                   | BRA Pop Airplay               | NZL Hot                       | GLO Excl. US                  | POR                           | Certificações   | Álbum                         |
| --- | --- | ----------------------------- | ----------------------------- | ----------------------------- | ----------------------------- | ----------------------------- | --------------- | ----------------------------- |
| 2018 | "Com Que Roupa" (com Luan Santana e Cleo, part. Ludmilla)                                                                               | —                             | —                             | *                             | *                             | —                             |                 | Não adicionado à nenhum álbum |
| 2020 | "Quem Tem Fome Tem Pressa" | —                             | —                             | —                             | —                             | —                             |                 | Não adicionado à nenhum álbum |
| 2021 | "Cry About It Later" (com Katy Perry e Bruno Martini)                                                                                   | —                             | —                             | 40                            | —                             | —                             |                 | Não adicionado à nenhum álbum |
| 2021 | "Também Não Sei de Nada :D" (com Lulu Santos)                                                                                           | —                             | —                             | —                             | —                             | —                             |                 | Doce 22                       |
| 2021 | "Penhasco." | 29                            | 1                             | —                             | 168                           | 58                            | - PMB: Diamante | Doce 22                       |
| 2022 | "Poesia Acústica 13" (com Pineapple StormTv, Chris MC, Salve Malak, Tz da Coronel, MC Cabelinho, Chefin, L7nnon, Oruam, Xamã e N.I.N.A) | 1                             | —                             | —                             | 115                           | 41                            | - PMB: Diamante | Poesia Acústica               |
| 2024 | "Direito de Viver" | —                             | —                             | —                             | —                             | —                             |                 | Não adicionado à nenhum álbum |
| "—" denota canções que não entraram nas paradas ou não foram lançadas no país. "*" denota paradas que não existiam naquela época. | |                               |                               |                               |                               |                               |                 |                               |

## Outras canções nas paradas e certificadas
| Ano | Canção                                              | Melhores posições nas paradas | Melhores posições nas paradas | Melhores posições nas paradas | Certificações     | Álbum            |
| Ano | Canção                                              | BRA Stream                    | GLO                           | POR                           | Certificações     | Álbum            |
| --- | --------------------------------------------------- | ----------------------------- | ----------------------------- | ----------------------------- | ----------------- | ---------------- |
| 2017 | "Não Preciso de Você pra Nada" (part. Luan Santana) | *                             | *                             | —                             | - PMB: Ouro       | Luísa Sonza      |
| 2021 | "Intere$$eira"                                      | *                             | —                             | 155                           | - PMB: 2× Platina | Doce 22          |
| 2021 | "2000 s2"                                           | *                             | —                             | —                             | - PMB: Ouro       | Doce 22          |
| 2021 | "Caos / Flor ***"                                   | *                             | —                             | —                             | - PMB: Ouro       | Doce 22          |
| 2021 | "O Conto dos Dois Mundos (Hipocrisia)"              | *                             | —                             | —                             | - PMB: Ouro       | Doce 22          |
| 2023 | "Escândalo Íntimo"                                  | 88                            | —                             | —                             |                   | Escândalo Íntimo |
| 2023 | "Carnificina"                                       | 43                            | —                             | 112                           |                   | Escândalo Íntimo |
| 2023 | "A Dona Aranha"                                     | 13                            | —                             | 37                            |                   | Escândalo Íntimo |
| 2023 | "Luísa Manequim"                                    | 49                            | —                             | 160                           |                   | Escândalo Íntimo |
| 2023 | "Romance em Cena" (com Marina Sena)                 | 55                            | —                             | —                             |                   | Escândalo Íntimo |
| 2023 | "Surreal" (com Baco Exu do Blues)                   | 27                            | —                             | 73                            |                   | Escândalo Íntimo |
| 2023 | "Iguaria"                                           | 46                            | —                             | 162                           |                   | Escândalo Íntimo |
| 2023 | "Chico"                                             | 1                             | 163                           | 5                             | - AFP: Ouro       | Escândalo Íntimo |
| 2023 | "Onde é Que Deu Errado?"                            | 57                            | —                             | 197                           |                   | Escândalo Íntimo |
| 2023 | "Outra Vez"                                         | 71                            | —                             | —                             |                   | Escândalo Íntimo |
| 2023 | "Lança Menina"                                      | 66                            | —                             | —                             |                   | Escândalo Íntimo |
| "—" denota canções que não entraram nas paradas ou não foram lançadas no país. "*" denota paradas que não existiam naquela época. |                                                     |                               |                               |                               |                   |                  |

## Outras aparições
| Canção                                                        | Ano  | Outro(s) artista(s) | Álbum                                | Ref.   |
| ------------------------------------------------------------- | ---- | ------------------- | ------------------------------------ | ------ |
| "Tá Perdendo Tempo"                                           | 2016 | Diego Thug          | Thugluv                              | [ 76 ] |
| "Esse é o Lugar"                                              | 2018 | —                   | Wifi Ralph                           | [ 77 ] |
| "Eu, Você, Pipoca e Netflix"                                  | 2019 | Suel                | Status                               | [ 78 ] |
| "Te Levo Comigo"                                              | 2020 | Thiago Martins      | Amor de Mãe - Hits Ryan              | [ 79 ] |
| "Anjo"                                                        | 2020 | Kelly Key           | Do Jeito Delas                       | [ 80 ] |
| "Twilight"                                                    | 2021 | Bruno Martini       | Original                             | [ 81 ] |
| "Raio X"                                                      | 2022 | Carol Biazin        | Beijo de Judas (Ao Vivo)             | [ 82 ] |
| "Você Me Vira a Cabeça (Me Tira do Sério) / Depois do Prazer" | 2022 | Mumuzinho           | Resenha do Mumu (Ao Vivo)            | [ 83 ] |
| "Medley Lud Session"                                          | 2022 | Ludmilla            | Não adicionada à nenhum álbum        | [ 84 ] |
| "Embarcação do Amor"                                          | 2023 | Hodari              | Hodari                               | [ 85 ] |
| "Flores Pa Ti"                                                | 2024 | Becky G e Papatinho | Bad Boys: Ride or Die                | [ 86 ] |
| "What We Are"                                                 | 2025 | Joe Jonas           | Music for People Who Believe in Love | [ 87 ] |
| "Type Dangerous" (The Brazil Funk Remix)                      | 2025 | Mariah Carey        | Type Dangerous - The Remixes         | [ 88 ] |
| "Uñas Afiladas"                                               | 2025 | Sofía Reyes         | IDGAF Era                            | [ 89 ] |

## Videoclipes

### Como artista principal
| Ano  | Vídeo | Direção                                       | Ref.    |
| ---- | --- | --------------------------------------------- | ------- |
| 2017 | "Good Vibes" | Junior Marques                                | [ 90 ]  |
| 2017 | "Olhos Castanhos" | Rafael Carvalho                               | [ 91 ]  |
| 2017 | "Não Preciso de Você pra Nada" (part. Luan Santana)                                                                                     | Henrique Gontijo                              | [ 92 ]  |
| 2018 | "Rebolar" | André Luiz da Costa Loureiro                  | [ 93 ]  |
| 2018 | "Devagarinho" | Fred Siqueira                                 | [ 94 ]  |
| 2018 | "Boa Menina" | Jacques Dequeker                              | [ 95 ]  |
| 2018 | "Nunca Foi Sorte" | Philippe Noguchi                              | [ 12 ]  |
| 2019 | "Esse é o Lugar" | —                                             | [ 96 ]  |
| 2019 | "Pior Que Possa Imaginar" | Jacques Dequeker                              | [ 97 ]  |
| 2019 | "Garupa" (com Pabllo Vittar) | Os Primos                                     | [ 98 ]  |
| 2019 | "Eliane" | Rodrigo Pitta                                 | [ 99 ]  |
| 2019 | "Fazendo Assim" (com Gaab) | Rodrigo Pitta e Mariana Jorge                 | [ 100 ] |
| 2019 | "Cavalgada" (com Heavy Baile) | Alberto Aguinaga e Cauã Csik                  | [ 19 ]  |
| 2019 | "Bomba Relógio" (com Vitão) | Jacques Dequeker                              | [ 101 ] |
| 2019 | "Combatchy" (com Anitta e Lexa part. Rebecca)                                                                                           | Nixon Freire                                  | [ 20 ]  |
| 2019 | "Não Vou Mais Parar" | João Monteiro                                 | [ 102 ] |
| 2019 | "Tudo de Bom" (com PK) | Rafael Marques                                | [ 22 ]  |
| 2020 | "Braba" | Jacques Dequeker                              | [ 103 ] |
| 2020 | "Não Vai Embora" (com Dilsinho) | Thiago Calviño                                | [ 104 ] |
| 2020 | "Flores" (com Vitão) | Bruno Trindade                                | [ 25 ]  |
| 2020 | "Toma" (com Zaac) | João Monteiro e Luísa Sonza                   | [ 26 ]  |
| 2020 | "Século 21" (com Leo Santana) | João Monteiro                                 | [ 27 ]  |
| 2020 | "Quebrar Seu Coração" (com Lexa) | João Monteiro e Audrey Nobrega                | [ 105 ] |
| 2020 | "Friend de Semana" (com Danna Paola e Aitana)                                                                                           | Charlie Nelson                                | [ 106 ] |
| 2020 | "Modo Turbo" (com Pabllo Vittar part. Anitta)                                                                                           | Alaska                                        | [ 31 ]  |
| 2021 | "Quarto Andar" (com As Baías) | Gringo Cardia e Jackson Tinoco                | [ 107 ] |
| 2021 | "Cansar Você" (com Thiaguinho) | Romulo Menescal, Vinicius Olivo e Luísa Sonza | [ 32 ]  |
| 2021 | "Ain't Worried" (com Bruno Martini e Diarra Sylla)                                                                                      | Seven Zee                                     | [ 33 ]  |
| 2021 | "Tentação" (com Carol Biazin) | Marioo e Amorinpublic                         | [ 35 ]  |
| 2021 | "Atenção" (com Pedro Sampaio) | Fernando Moraes                               | [ 36 ]  |
| 2021 | "VIP *-*" (com 6lack) | João Monteiro                                 | [ 108 ] |
| 2021 | "Melhor Sozinha :-)-:" | João Monteiro                                 | [ 108 ] |
| 2021 | "Melhor Sozinha :-)-:" (Visualizer) (com Marília Mendonça)                                                                              | —                                             | [ 109 ] |
| 2021 | "Fugitivos :)" (com Jão) | Luísa Sonza e Jacques Dequeker                | [ 39 ]  |
| 2021 | "Anaconda *o* ~~~" (com Mariah Angeliq)                                                                                                 | Jacques Dequeker                              | [ 40 ]  |
| 2022 | "Café da Manhã ;P" (com Ludmilla) | Fernando Moraes e Luísa Sonza                 | [ 41 ]  |
| 2022 | "Sentadona (Remix) s2" (com Davi Kneip, MC Frog e DJ Gabriel do Borel)                                                                  | Felipe Gomes                                  | [ 43 ]  |
| 2022 | "Hotel Caro" (com Baco Exu do Blues) | OG Cruz                                       | [ 44 ]  |
| 2022 | "Medley Lud Session" (com Ludmilla) | Christoffer Pixinine                          | [ 110 ] |
| 2022 | "Cachorrinhas" | Fernando Nogari                               | [ 111 ] |
| 2022 | "Coração Cigano" (com Luan Santana) | Gui Dalzoto                                   | [ 47 ]  |
| 2022 | "Poesia Acústica 13" (com Pineapple StormTv, Chris MC, Salve Malak, Tz da Coronel, MC Cabelinho, Chefin, L7nnon, Oruam, Xamã e N.I.N.A) | Uriel Calomeni                                | [ 48 ]  |
| 2022 | "Mama.cita (Hasta la Vista)" (com Xamã)                                                                                                 | Bruno Ilogti                                  | [ 49 ]  |
| 2023 | "Deixa Eu Viver" (com Mari Fernandez)                                                                                                   | Pedro HD e Wagner Barbosa                     | [ 112 ] |
| 2023 | "Posição de Ataque" (com Papatinho e DJ Gabriel do Furduncinho)                                                                         | Guilherme Brehm                               | [ 113 ] |
| 2023 | "Saudade" (com Ferrugem) | Diego Fraga                                   | [ 52 ]  |
| 2023 | "Campo de Morango" | Diego Fraga                                   | [ 114 ] |
| 2023 | "Principalmente Me Sinto Arrasada" | Diego Fraga                                   | [ 115 ] |
| 2023 | "Chico" (Visualizer) | Pam Martins                                   | [ 116 ] |
| 2023 | "Penhasco2" (com Demi Lovato) | Diego Fraga                                   | [ 117 ] |
| 2023 | "A Dona Aranha" | Diego Fraga                                   | [ 118 ] |
| 2023 | "La Muerte" (com Tokischa) | Diego Fraga                                   | [ 119 ] |
| 2024 | "Não Sirvo" (com Matheus & Kauan) | TS Music                                      | [ 120 ] |
| 2024 | "Recadin no Espelho" (com MC Kevin o Chris)                                                                                             | Pam Martins                                   | [ 121 ] |
| 2024 | "Memórias" (com Grupo Menos é Mais) | —                                             | [ 122 ] |
| 2024 | "Sagrado Profano" (com KayBlack) | Diego Fraga                                   | [ 123 ] |
| 2024 | "You Don't Know Me" (com Caetano Veloso)                                                                                                | Diego Fraga                                   | [ 124 ] |
| 2024 | "Bêbada Favorita" (com Maiara & Maraisa)                                                                                                | Diego Fraga                                   | [ 125 ] |
| 2024 | "O Amor Tem Dessas (E é Melhor Assim)"                                                                                                  | Diego Fraga                                   | [ 126 ] |
| 2024 | "Como uma Onda" (Atemporal Remix) (com Lulu Santos)                                                                                     | Gustavo Fuly                                  | [ 127 ] |
| 2024 | "Fama" (com Pedro Sampaio) | —                                             | [ 128 ] |
| 2024 | "Cheia de Manias" (com Mart'nália) | Portugal                                      | [ 129 ] |
| 2024 | "Nobre Vagabundo" (com Daniela Mercury)                                                                                                 | Juliano Bacelar                               | [ 130 ] |
| 2025 | "Itamambuca" (com Paulo Londra) | HeadPro / Buena Productora                    | [ 131 ] |
| 2025 | "Motinha 2.0 (Mete Marcha)" (com Dennis)                                                                                                | GIGS                                          | [ 132 ] |
| 2025 | "Bunda" (com Emilia) | —                                             | [ 133 ] |
| 2025 | "Bate" (com Dennis e Kenia Os) | GIGS                                          | [ 134 ] |
| 2025 | "MiuMiu" (com Sofía Reyes e RaiNao) | Pam Martins                                   | [ 135 ] |

### Como artista convidada
| Ano  | Vídeo                                                     | Direção         | Ref.    |
| ---- | --------------------------------------------------------- | --------------- | ------- |
| 2018 | "Perigo" (Rick & Nogueira part. Luísa Sonza)              | Gabriel Zerra   | [ 136 ] |
| 2019 | "The Weekend" (PrettyMuch part. Luísa Sonza)              | —               | [ 21 ]  |
| 2020 | "Joga pra Mim" (Rennan da Penha e 3030 part. Luísa Sonza) | Julio Loureiro  | [ 137 ] |
| 2024 | "Majestade o Sabiá" (Roberta Miranda part. Luísa Sonza)   | Andder Sant Ana | [ 138 ] |
| 2024 | "Nada Sei (Apneia)" (Paula Toller part. Luísa Sonza)      | Gabriel Farias  | [ 139 ] |

### Participações especiais
| Ano  | Vídeo                    | Outro(s) artista(s)             | Direção                            | Ref.    |
| ---- | ------------------------ | ------------------------------- | ---------------------------------- | ------- |
| 2018 | "Paga de Solteiro Feliz" | Simone & Simaria part. Alok     | Bruno Duarte e Rodrigo Van Der Put | [ 140 ] |
| 2019 | "Mi Persona Favorita"    | Alejandro Sanz e Camila Cabello | Gil Green                          | [ 141 ] |
| 2020 | "Contigo"                | Danna Paola                     | Rodrigo Aroca                      | [ 142 ] |
| 2021 | "Ni Una Más"             | Aitana                          | Aitana Sainz                       | [ 143 ] |
| 2025 | "Maria Magdalena"        | Sevdaliza e Irmãs de Pau        | Jenna Marsh                        | [ 144 ] |
| 2025 | "Luísa Sonza"            | WIU                             | Ryan Monotoshi                     | [ 145 ] |